# Batalla de Creta
La batalla de Creta (alemany: Luftlandeschlacht um Kreta; grec: Μάχη της Κρήτης; anglès: Battle of Crete) va ser una batalla esdevinguda durant la batalla de la Mediterrània de la Segona Guerra Mundial a l'illa grega de Creta. La batalla s'inicià al matí del 20 de maig de 1941, quan l'Alemanya nazi llançà una invasió paracaigudista a Creta, amb el nom clau d'Operació Mercuri (Unternehmen Merkur). Les forces aliades, que incloïen britànics, australians, neozelandesos, i grecs, van defensar l'illa, amb l'ajut de civils cretencs.
Després del primer dia de lluita, els alemanys havien patit baixes molt elevades i no havien aconseguit cap dels seus objectius. El segon dia, per les males comunicacions i la badada dels comandants aliats en copsar la situació, els alemanys van ocupar l'aeroport de Màleme a la costa nord-oest, i això els va permetre començar a rebre reforços i armament pesant, i superar les forces aliades.
La Batalla de Creta no tenia precedents en tres aspectes: va ser la primera invasió principalment paracaigudista de la història; va ser la primera vegada que els aliats van fer un ús significatiu de la informació del desxiframent del codi de la Màquina Enigma alemanya; i va ser la primera vegada que les tropes alemanyes invasores es trobaven una resistència en massa de la població civil. En veure l'alt nombre de baixes que havien tingut els paracaigudistes, Adolf Hitler va prohibir posteriors operacions paracaigudistes a gran escala; mentre que pel seu costat, els aliats van quedar molt impressionats pel potencial dels paracaigudistes, i van començar a bastir les seves pròpies divisions paracaigudistes.

## Ocupació Aliada
Les forces aliades van ocupar Creta quan els italians van envair Grècia el 28 d'octubre de 1940 des d'Albània. Tot i que els italians van ser inicialment rebutjats, la subseqüent intervenció alemanya va fer evacuar 57.000 tropes aliades del continent. La Royal Navy en va evacuar la majoria, i algunes van ser portades a Creta per a reforçar la seva guarnició.
Posteriorment, Winston Churchill escriuria al seu llibre "La Segona Guerra Mundial", perdre Creta perquè no teníem prou homes hagués estat un crim. A l'inici de la batalla, els aliats tenien l'avantatge de la superioritat numèrica i de la supremacia naval. Els alemanys tenien superioritat aèria i una major mobilitat, i això els va permetre concentrar les seves forces amb major efectivitat.

### Forces Aliades
El 30 d'abril de 1941, un oficial neozelandès, posseïdor de la Creu Victòria, Bernard Freyberg, va ser nomenat comandant de les forces aliades a Creta.
Al maig, les tropes gregues consistien aproximadament en uns 9.000 soldats: 3 batallons de la 5a Divisió (Creta) de l'Exèrcit Hel·lènic, que s'havien deixat a l'illa quan la resta de la unitat va ser enviada al continent per oposar-se a la invasió alemanya; la Policia de Creta, que tenia la mida d'un batalló; el Batalló de Guarnició d'Iràklio, un batalló de defensa compost majoritàriament per personal logístic i de transport; i restes de la 12a i la 20a Divisions de l'Exèrcit Hel·lènic, que havien aconseguit fugir a Creta i es trobaven sota comandament britànic. També hi havia cadets de l'acadèmia de policia i reclutes dels centres d'instrucció del Peloponès, que havien estat enviats a Creta per reemplaçar els soldats entrenats que van ser enviats al continent per lluitar contra els alemanys. Aquestes tropes estaven organitzades en regiments d'entrenament, i es decidí aprofitar la mateixa configuració per organitzar les tropes gregues, amb el reforç dels homes experimentats que arribaven del continent.
El contingent de la Commonwealth consistia en la guarnició britànica original formada per 14.000 homes, juntament amb 25.000 tropes de la Commonwealth evacuades del continent. Els evacuats eren la barreja esperable després de qualsevol evacuació; bàsicament unitats intactes sota el seu propi comandament, unitats organitzades per líders de manera improvisada, desertors, etc. A molts els mancava equipament pesant. Les unitats clau van ser la 2a Divisió (Nova Zelanda), sense la 6a Brigada i el quarter general, la 19a Brigada australiana i la 14a Brigada britànica del general de brigada Chappel. En total, eren uns 15.000 homes d'infanteria de la Commonwealth preparats per al combat, juntament amb uns 5.000 més de personal no d'infanteria però equipats com a tal, i una bateria d'artilleria australiana. El 4 de maig, Freyberg envià un missatge al comandant britànic de l'Orient Mitjà, General Archibald Wavell, sol·licitant l'evacuació d'unes 10.000 persones que no tenien armes i que gairebé tota la seva feina consistia a buscar problemes amb la població civil. Tanmateix, pocs d'ells abandonaren l'illa quan la batalla va començar.

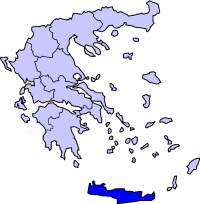
Creta amb relació a la Grècia continental

La possessió de l'illa oferia a la Royal Navy uns ports excel·lents a la Mediterrània oriental. Des de Creta, els camps petrolífers de Ploiesti (Romania) haurien estat a l'abast dels bombarders, per això, amb Creta en mans aliades, el flanc sud-est de l'Eix mai no estaria segur, una necessitat vital abans d'iniciar l'Operació Barbarroja. Els alemanys van començar les operacions amb freqüents atacs aeris contra l'illa. Això va forçar a la RAF a retirar els seus avions cap a Alexandria, deixant a la Luftwaffe la superioritat aèria. Amb tot, l'illa seguia sent una amenaça per a l'Eix i havia de ser conquerida.

### Forces de l'Eix
El 25 d'abril Hitler va signar la Directriu Nº.28, ordenant la invasió de Creta. Les forces de la Royal Navy amb seu a Alexandria mantenien el control de les aigües al voltant de Creta, per això es va desestimar l'assalt amfibi i es va decidir una invasió paracaigudista, considerant la superioritat aèria de la Luftwaffe.
Aquesta va ser realment la primera invasió paracaigudista a gran escala, si bé els alemanys ja havien fet servir paracaigudistes i planadors a la invasió de França i als Països Baixos, a Noruega i a Grècia. Al darrer moment, els paracaigudistes alemanys havien estat enviats a capturar el pont sobre el Canal de Corint que havia de ser destruït pels Enginyers Reials. Els enginyers alemanys van arribar amb planejadors, mentre que la infanteria paracaigudista atacava el perímetre defensiu. El pont va resultar danyat durant l'operació, la qual cosa va alentir l'avanç alemany i va donar temps als aliats per a evacuar 18.000 homes a Creta i 23.000 a Egipte, si bé van perdre la major part del seu equipament pesant.
La intenció era fer servir els Fallschirmjäger per capturar els punts clau de l'illa, incloent-hi els aeroports que es podrien fer servir per rebre subministraments i reforços. El XI Fliegerkorps havia de coordinar l'atac amb la 7a Divisió Flieger, que portaria els seus homes mitjançant paracaigudes i planadors, seguit per la 22a Divisió Aèria d'Aterratge un cop que s'haguessin assegurat els aeroports. La 7a Divisió de Flieger estava formada íntegrament per voluntaris. Molt motivats, ben entrenats i equipats, contaven a més amb una oficialitat excel·lent i amb molta iniciativa. Es tractava d'un cos d'élit. La majoria ja eren veterans de guerra de les campanyes de Noruega, Països Baixos, França i Grècia.
La 5a Divisió de Gebirgsjäger, manada pel Generalmajor Julius "Papa" Ringel, havia de reforçar l'acció dels paracaigudistes. La divisió contava amb 14.000 efectius aproximadament. Aquestes tropes de muntanya estaven formades majoritàriament per voluntaris de les regions alpines d'Àustria.
L'assalt va ser projectat en un inici per al 16 de maig, però es va posposar al 20, en tant que la 5a Divisió de Muntanya substituïa la 22a Divisió.

## Estratègia, tàctica, intel·ligència, armament i equipament

### Intel·ligència

#### La Intel·ligència britànica i les interceptacions d'Ultra

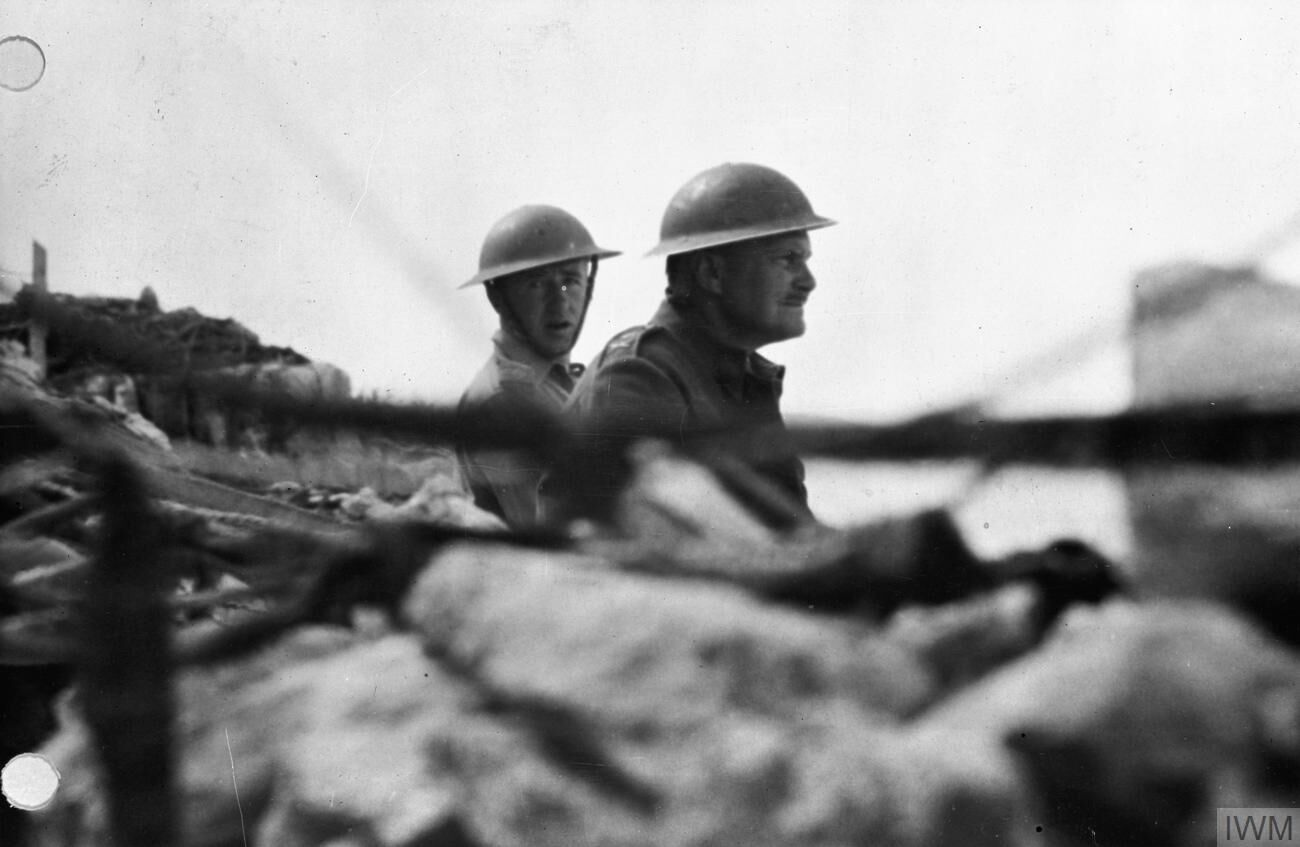
El Major General Freyberg, comandant aliat de la Batalla de Creta

En aquells moments, els comandants aliats esperaven la imminent invasió gràcies als missatges interceptats per Ultra. El General Freyberg sabia del pla de batalla alemany, i començà a preparar una defensa al voltant dels aeroports i per la costa nord, però tenia una gran mancança d'equipament modern, i veia que el foc lleuger dels paracaigudistes alemanys només podria ser repel·lit amb foc lleuger. A més, els missatges d'Ultra que Freyberg va rebre no eren gaire precisos, perquè havien estat desxifrats per lingüistes, no pas per tàctics. El resultat va ser una informació fora de context. Com a exemple, els missatges alemanys mencionaven operacions navals, que van fer que Freyberg enviés tropes per fer front a un esperat desembarcament amfibi, que conseqüentment retirà tropes del principal objectiu alemany, que era l'aeroport de Màleme. A més, estava molt collat pels seus superiors. Freyberg sol·licità la demolició dels aeroports grecs, perquè si eren capturats no podrien emprar-se per portar reforços significatius, però la sol·licitud va ser denegada pels seus superiors, que aparentment consideraven la batalla ja guanyada i pensaven a fer servir els aeroports contra els alemanys.

#### La Intel·ligència alemanya
L'Almirall Wilhelm Canaris, cap del servei d'espionatge alemany, l'Abwehr, informà en un inici que a Creta hi devia haver unes 5.000 tropes britàniques (no és clar que Canaris, qui tenia grans recursos d'intel·ligència a la seva disposició, si estava mal informat o intentava sabotejar els plans de Hitler; ja que no hem d'oblidar que Canaris seria executat per la seva participació en el complot del 20 de juliol). L'Abwehr també va preveure que la població cretenca rebria als alemanys com alliberadors, donat el seu sentit republicanisme i els seus sentiments antimonàrquics, i voldrien unir-se als termes favorables als que s'havien arribat al continent. Però el cert és que el posteriorment primer ministre republicà, Elevthérios Venizelos, era cretenc i el suport a les seves idees era molt fort a l'illa, a més els alemanys van subestimar el profund sentiment patriòtic dels cretencs. De fet, el rei Jordi II de Grècia i el seu seguici van fugir de Grècia via Creta, amb l'ajut dels soldats grecs i de la Commonwealth, els civils cretencs i fins i tot un grup de presoners que havien estat alliberats pels alemanys.
La Intel·ligència del 12è Exèrcit oferia una visió menys optimista, però creia que les tropes de la Commonwealth serien molt més febles del que eren, i subestimà el nombre de soldats grecs evacuats des del continent. El General Alexander Löhr, el comandant del teatre d'operacions, estava convençut de què es podria conquerir l'illa amb dues divisions, però decidí mantenir a Atenes la 6a Divisió de Muntanya com a reserva. Els fets provarien que va ser una sàvia precaució.

## Armament

### Alemany
Els alemanys van disposar d'una nova arma a Creta: el canó lleuger Leicht Geschütz 40 de 7,5cm. De 145 kg, només feia una desena part del canó estàndard de 75mm i tenia dos terços del seu abast. Disparava un projectil de 6 kg a 5 km. A més, un de cada quatre dels paracaigudistes disposaven de la metralladora MP40, que portaven juntament amb el fusell Karabiner 98k de 7,92mm reglamentari. A més, gairebé tots els escamots anaven equipats amb una metralladora MG34. Cal sumar-hi les Bombes de mà i les pistoles Luger P-08 de 9mm.
Els alemanys van fer servir codis de colors pels paracaigudes per distingir els contenidors amb fusells, munició, i altres subministraments. L'equipament pesant com el Leichtgeschütz 40 va ser llençat amb un paracaigudes triple dissenyat per suportar aquell pes.
Les tropes també portaven teles de colors per senyalar als caces que volaven a baixa alçada per coordinar el suport aeri i el llançament de subministraments.
En contrast a l'ús de la majoria de les forces paracaigudistes, que saltaven amb les armes personals subjectes al cos, els alemanys llançaven les armes individuals en contenidors; la qual cosa era un error majúscul. Si bé per un costat facilitava el salt i evitava la pèrdua o el dany dels fusells, per l'altre costat deixava els paracaigudistes armats simplement amb armes petites i lluitant amb els ganivets durant els minuts crítics després de l'aterratge. Això era culpa en gran manera del mateix disseny dels paracaigudes. També si bé una quarta part dels paracaigudistes anaven armats amb metralladores, tampoc no els donava cap avantatge, donat el poc radi de foc de l'arma. Molts Fallschirmjäger van morir mentre intentaven arribar als contenidors que portaven el seu armament.

### Grec
Les tropes gregues anaven armades amb la carrabina de muntanya Mannlicher-Schönauer de 6,5mm o els fusells austríacs Steyr-Mannlicher M1895 de 8mm, la major part d'ells de la I Guerra Mundial. Fins i tot un miler de grecs usaven l'antiquat rifle Gras. La major part de les millors armes van ser enviades al continent, quedant a l'illa armament obsolet, com 12 metralladores Saint Etienne i unes altres 14 de fabricació diversa. Gran part dels soldats grecs només tenia 30 projectils, i no podien rebre subministraments dels britànics, perquè no tenien reserves dels calibres correctes. Això afectà a la seva situació durant la batalla: aquells que tenien munició insuficient van ser situats al sector est de l'illa, on no s'esperava que ataquessin els alemanys.

### La Commonwealth Britànica
Les tropes de la Commonwealth britànica empraven el fusell estàndard Lee-Enfield de 7,7mm i la metralladora Vickers. Com a arma individual suplementària els soldats anaven equipats amb la fiable Browning de 9mm o la Smith & Wesson de 9,65mm. Els aliats no disposaven de suficients camions o Universal Carriers, que haguessin proveït d'una mobilitat extra i de potència de foc necessària per repel·lir els atacs paracaigudistes.
Els Aliats tenien unes 85 peces d'artilleria de diversos calibres, la majoria eren peces italianes capturades.
Les defenses antiaèries consistien en una bateria antiaèria de canons automàtics de 20mm, situada enmig de 2 aeroports. Els canons estaven camuflats, sovint entre els olivers, i se'ls ordenà contenir el foc durant l'assalt inicial per no mostrar-se immediatament als caces alemanys o als bombarders en picat.
Els blindats aliats consistien en 9 tancs d'infanteria Matilda IIA, pertanyent a l'Esquadró B del 7è Regiment Reial de Tancs, i 16 tancs lleugers Marks VIB de l'Esquadró C del 4t d'Hússars de la Reina. Normalment, els tancs britànics de l'època portaven el canó de 40mm que només tenia projectils per perforar el blindatge, els quals no eren efectius contra la infanteria (els projectils de gran explosió en un calibre tan petit era impossible).
A més, els tancs tenien molts problemes de manteniment. Els motors no podien reparar-se amb els recursos limitats que havien a Creta, i molts d'ells van situar-se en punts estratègics. A més, un d'ells tenia la torreta danyada i només podia girar com les agulles del rellotge. Al final, molts dels tancs britànics van ser perduts pel terreny, no pas pel combat.

## Estratègia i Tàctica

### OperacióMERCURI
Hi havia un gran debat a l'Alt Comandament Alemany sobre el pla operacional per Creta. Si bé tots estaven d'acord que s'havia de conquerir Màleme, hi havia debat sobre la concentració de forces allà i sobre quants soldats haurien de destinar-se contra d'altres objectius, com els aeroports més petits a Iràklio o Réthimno. El comandant de la Luftwaffe, General Alexander Löhr i el comandant naval, Contraalmirall Karl-Georg Schuster, estaven a favor d'una gran concentració a Màleme, per aconseguir una superioritat numèrica indiscutible. Per l'altra banda, el Major General Kurt Student volia dispersar més als seus paracaigudistes, per tal d'aprofitar l'efecte sorpresa al màxim. Com a objectiu primari, Màleme oferia molts avantatges: era l'aeroport més gran, capaç de rebre els transports pesants portant reforços; estava a prop del continent, per permetre la seva cobertura aèria per part dels Bf 109 amb base al continent; i estava a prop de la costa nord, i així els reforços traslladats per mar podrien arribar ràpidament. Al final, Hermann Göring forçà un pla de compromís, segons el qual s'enfatitzava en la conquesta de Màleme a l'inici, sempre que no s'ignoressin els altres objectius.
El pla final rebé el nom clau Merkur, en honor del déu romà Mercuri. Les tropes alemanyes van ser dividides en 3 grups de batalla, Centre, Est i Oest, cadascun dels quals rebé un nom en clau seguint la temàtica clàssica establerta per MERCURI. En total es prepararen 750 tropes en planejador, 10.000 paracaigudistes, 5.000 tropes de muntanya transportades per aire i 7.000 tropes transportades per mar per la invasió. La màxima proporció de tropes eren pel Grup Oest.
| Gruppe Mitte (Grup Centre) | Mart   | Major General Wilhelm Süssman | Prison Valley, Khanià, Suda, Réthimno |
| Gruppe West (Grup Oest)    | Cometa | Major General Eugen Meindl    | Màleme                                |
| Gruppe Ost (Grup Est)      | Orió   | Coronel Bruno Bräuer          | Iràklio                               |

per a una informació més completa sobre la disposició de forces, veure Ordre de batalla de Creta
La doctrina paracaigudista alemanya es basava a llançar petits grups directament sobre els aeroports enemics. Aquesta força capturaria el perímetre i els canons antiaeris que hi hagués, la qual cosa permetria aterrar a una força major en planador. Freyberg n'era conscient, després d'haver estudiat les accions alemanyes durant l'any anterior, i decidí convertir els aeroports en llocs impossibles d'aterrar-hi. Tanmateix, estava supeditat al Comandament de l'Orient Mitjà a Alexandria. Allà pensaven que la invasió estava condemnada al fracàs ara que en tenien coneixement, i possiblement volien conservar els aeroports intactes pel retorn de la RAF un cop l'illa fos segura, la qual cosa seria un error fatal. No és clar què haguessin fet els alemanys en cas que els aeroports no haguessin funcionat a ple rendiment. Un pilot alemany aterrà en una platja deserta; d'altres ho feren en camps buits, descarregaren i tornaren a enlairar-se. Amb els alemanys disposats a sacrificar alguns dels seus nombrosos transports per tal de guanyar la batalla, no està gens clar que la destrucció dels aeroports hagués modificat el resultat final de la batalla. Els planadors, per descomptat, estaven més exposats a patir danys, per la qual cosa els seus pilots eren més prudents en les seves eleccions per aterrar.

## Dia 1, 20 de maig

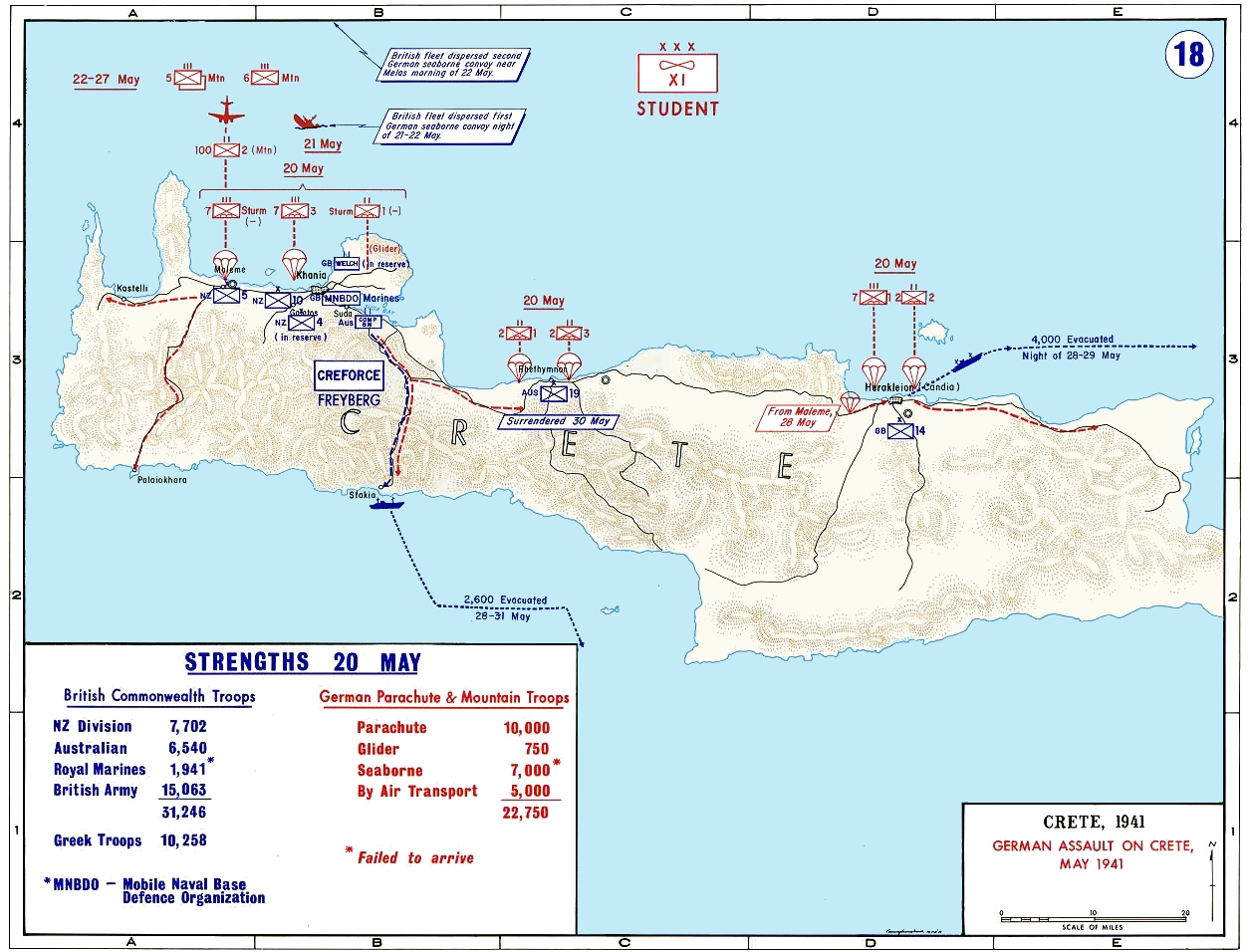
Mapa de l'assalt alemany a Creta

### Sector de Màleme - Khanià
A les 8:00 del 20 de maig, els paracaigudistes alemanys aterraren prop de l'aeroport de Màleme i de la ciutat de Khanià. Els Batallons neozelandesos 21è, 22è i 23è defensaven l'aeroport de Màleme, així com els seus voltants. Els alemanys van patir greus pèrdues durant les primeres hores de la invasió. Una companyia del III Batalló del 1r Regiment d'Assalt va tenir 112 morts de 126 membres; tenint al final del dia 400 morts dels 600 inicials.
De les forces inicials, la majoria van ser massacrats per les forces aliades situades a la rodalia de l'aeroport de Màleme i de la ciutat de Khanià. Molts dels planejadors que seguien als paracaigudistes fan ser tocats per foc de morter en intentar aterrar; i els que van aconseguir aterrar van ser massacrats pels defensors grecs i de la Commonwealth.
Alguns alemanys havien aterrat prop de tots dos aeroports, i van muntar posicions defensives a l'oest de l'aeroport de Màleme, així com a "Prison Valley", a la zona de Khanià. Si bé totes dues forces van quedar en un coll d'ampolla i havien fracassat en la seva missió de capturar els aeroports, es trobaven al seu lloc i els defensors havien d'enfrontar-s'hi.
La policia grega i els cadets també van entrar en acció, amb el 1r Regiment (Provisional) grec, combinats amb civils per derrotar la incursió del 95è Batalló d'Enginyers Gebirgs a Kastelli. Mentrestant, el 8è Regiment Grec i elements de les forces cretenques van estorbar el moviment del 95è Batalló de Reconeixement a Kolimbari i a Paleókhora, per on podien arribar reforços aliats des del Nord d'Àfrica.

### Sector de Réthimno - Iràklio
Al vespre arribà una segona onada alemanya, un grup atacà Réthimno a les 16:15 i un altre a Iràklio a les 17:30. Igual que en les accions anteriors, eren esperats pels defensors, els quals els infligiren un gran nombre de baixes.
Iràklio va ser defensat per la 14a Brigada d'Infanteria britànica, reforçada pel 2/4t Batalló d'Infanteria australià i els batallons grecs 3r, 7è i "Guarnició" (antiga 5a Divisió "Creta"). Les unitats gregues tenien greus mancances d'equipament i subministraments, especialment el Batalló Guarnició, donat que la major part del seu material va ser enviat al continent amb la divisió, però no obstant van lluitar amb distinció.
Els alemanys provaren de penetrar en el cordó defensiu als voltants d'Iràklio el primer dia, arribant a les casernes gregues de la punta oest de la ciutat i capturant el port; però els grecs els reconqueriren després d'un contraatac. Algunes unitats alemanyes van començar a fer servir civils capturats com a escuts humans, mentre que els alemanys llançaven pamflets exigint la rendició i amenaçant amb les conseqüències si no es produïa immediatament una rendició aliada. L'endemà Iràklio va ser durament bombardejada. Les unitats gregues van ser enviades a una posició defensiva a la carretera de Cnossos.
Quan va caure la nit, no s'havia assegurat cap dels objectius alemanys. El pla arriscat, atacant 4 punts separats per aprofitar al màxim la sorpresa en lloc de concentrar-se en un, semblava haver fallat, tot i que els motius eren desconeguts pels alemanys.
A l'albada del 20 de maig els alemanys de Màleme van ser expulsats lentament pels neozelandesos del Turó 107, que dominava l'aeroport. Els comandants de l'Eix a Creta van decidir llançar tot el que tenien contra el sector de Màleme l'endemà.
Entre els paracaigudistes que van aterrar el primer dia de la batalla hi havia l'ex campió del món de boxa dels pesos pesants, Max Schmeling, que lluïa el rang de Gefreiter (entre caporal i soldat de 1a classe). Schmeling va sobreviure a la batalla i a la guerra.

### Alçament civil
Per tots els racons de l'illa, els civils cretencs, armats amb el que van trobar, es van unir a la batalla. Cal tenir en compte que l'agost de 1938 la revolta dels republicans de Creta contra el règim de Metaxàs havia estat seguida d'una confiscació d'armes als civils. Van aparèixer antics fusells que s'havien fet servir contra els turcs, estris de cuina, eines de granja, etc. Molts paracaigudistes van ser apunyalats fins a la mort als olivers que omplen l'illa. En un cas, un vell cretenc va matar a cops de bastó (amb el seu bastó de caminar) un paracaigudista abans que aquest pogués lliurar-se del paracaigudes. Ben aviat, els cretencs afegiren a les seves armes d'estar per casa les armes de poc calibre capturades als alemanys. Les accions no es limitaven a la fustigació, sinó que també van tenir un rol significatiu en els contraatacs grecs a les carreteres cap a Kastelli i cap a Paleókhora (aquesta resistència per part dels civils portaria després a represàlies per part dels alemanys com la destrucció de pobles sencers, com al cas del poble de Kandanos). Les accions civils també van tenir lloc al nord i a l'oest d'Iràklio, així com al centre mateix de la ciutat.
Aquesta va ser la primera vegada durant la guerra que els alemanys es van trobar una resistència directa de la població civil. Tanmateix, un cop van sobreposar-se a la sorpresa, els paracaigudistes van respondre amb la mateixa ferocitat. A més, com que molts partisans cretencs no portaven cap mena d'insígnia, com podrien ser les bandes de braç, els alemanys es van sentir lliures de les constriccions imposades per les Convencions de Ginebra

### La fugida del Rei
La majoria dels cretencs, com ja s'ha mencionat abans, eren republicans i venizelistes. El 1924, el Rei Jordi II havia estat deposat i s'exilià a Romania, i va retornar el 1935 després del col·lapse del govern republicà que va ser seguit pel règim de Metaxàs. Els alemanys veien en el rei a un anglòfil i un obstacle per a la seva conquesta de Grècia, país que consideraven com anti-monàrquic. Després de la fugida del rei a Creta el 22 d'abril i de lliurar un memorand desafiador als alemanys, Hitler va respondre atacant el rei en un discurs realitzat el 4 de maig. Els britànics, per la seva part, temien el cop propagandístic que podria representar que els paracaigudistes capturessin a un sobirà sota la seva protecció.
El rei s'estava en una vila prop de Perivolia, als afores de Khanià. Ell i els seus propers van escapar de la captura mentre s'estaven a la vila i a la d'Emmanouil Tsouderos, el primer ministre. Des del jardí de la casa de Tsouderos van veure aterrar als paracaigudistes prop de la vila del rei (després resultà que eren membres del 3r Batalló del 3r Regiment de Fusellers Paracaigudistes, assignat al sector de Galatas i que van ser llançats allà per error). Davant dels riscs, es preparà una evacuació a través de la Royal Navy, amb el Coronel J.S.Blunt, adjunt militar britànic a Grècia actuant com a enllaç. Una secció d'infanteria neozelandesa, sota el comandament del Tinent W.H. Ryan va ser assignada com a escorta, juntament amb un complement de la gendarmeria cretenca. El rei anava acompanyat pel seu cosí, el Príncep Pere, pel Coronel M. Levidis, Mestre de Cerimònies; pel Primer Ministre Tsouderos i per Kyriakos Varvaressos, Governador a l'exili del Banc de Grècia.
La marxa va tenir diversos incidents, tant amb els alemanys com amb els nadius cretencs. Un destacament va haver de tornar a buscar uns papers oblidats per Tsouderos, i quan van tornar van informar que la casa estava ocupada, la qual cosa significava que els alemanys sabien que el rei estava a prop. El Tinent va fer que el rei es tragués l'uniforme de general, adornat amb galons d'or i altres ornaments, que cridaria l'atenció. En un moment, el grup va trobar-se amb foc dels cretencs. El Príncep Pere els cridà en grec, i els respongueren els alemanys també parlen grec i porten uniformes grecs. Finalment els van poder convèncer que no eren espies i els van deixar marxar. Aquella nit, van refugiar-se a la ciutat de Thérisso. Aquella nit van ser alertats per sorolls a les portes, que van resultar ser els presoners alliberats aquell dia. El patriotisme aparentment va reprimir qualsevol simpatia cap als seus alliberadors, i els presoners van seguir en la seva recerca d'armament en lloc de trair als seus compatriotes fugitius.
Tot i que es van veure obligats a abandonar les seves mules, deixant enrere l'equipament per escalar muntanyes, van aconseguir finalment arribar segurs al seu punt de trobada. Allà es trobaren amb els membres del cos diplomàtic britànic que també havien de ser evacuats, i van embarcar-se al HMS Decoy, arribant a Alexandria la nit del 22 de maig. Per pura coincidència, dos altres membres de la família reial grega també es trobaven a les mateixes aigües en aquells moments: el príncep Felip era tinent i servia al HMS Valiant, i el Capità Lord Lluís Mountbatten era el comandant de la 5a Flotilla de Destructors, trobant-se embarcat al HMS Kelly, que seria enfonsat el 23 de maig.

## Dia dos, 22 de maig
L'endemà al matí es va descobrir que el batalló d'infanteria neozelandesa que defensava l'aeroport al Turó 107 s'havia retirat erròniament durant la nit, si bé van continuar llançant foc d'artilleria a la zona. Això donà el control de l'aeroport als alemanys, a l'hora que a prop tenia lloc el desembarcament. Aquell matí els transports Junker Ju 52 començaren a portar unitats de la 5a Divisió de Muntanya. Les tropes s'endinsaren a les línies tan bon punt els avions aterraven, molts d'ells tocats per foc d'artilleria.

### Atac naval del 21 de maig
Abans de la mitjanit, la Força D de la Royal Navy interceptà una flotilla de reforços, escortats per un petit destructor italià, el Lupo, prevenint amb èxit el seu desembarcament. El comboi, format per 20 kaikis, va ser ferotgement defensat per la Regia Marina. Unes 10 naus i uns 2.000 soldats alemanys es van salvar gràcies a l'habilitat del comandant italià, Francesco Mimbelli, contra una gran força enemiga. Uns 300 soldats italians i 2 mariners italians van morir en l'acció, així com 2 britànics del HMS Orion.

## Dia tres, 22 de maig
A l'adonar-se que Màleme era la clau per conservar tota l'illa, els defensors van organitzar un contraatac portat a terme per dos batallons neozelandesos la nit entre el 21 i el 22 de maig. El temor a un desembarcament marítim significà que diverses unitats que es podrien haver emprat a l'atac van deixar-se allà on eren, si bé la possibilitat de la invasió marítima quedava molt reduïda per la gran presència de la Royal Navy; tot i que aquesta arribà massa tard per modificar els plans.
Els neozelandesos van atacar durant la nit, però en aquells moments els paracaigudistes ja havien tingut temps per preparar posicions defensives, i les recent arribades tropes de muntanya van demostrar ser difícils de batre. L'atac amb prou feines va penetrar a les línies, fracassant en l'objectiu de reconquerir l'aeroport. Des d'aquest moment els defensors només van dedicar-se a retirar-se cap a l'extrem oriental de l'illa, per tal de no veure's superats pel flanc pels alemanys.

### Atac naval del 22 de maig
L'Almirall Andrew Cunningham, determinà que cap transport alemany podia arribar a Creta, i envià la Força C de l'almirall King (3 creuers i 4 destructors) al mar Egeu a través de l'estret de Kaso per atacar la segona flotilla de transports escortada per la torpedinera italiana Sagittario. El creuer enfonsà un kaikis separat de la flotilla principal a les 8:30, salvant-se d'un atac aeri que tocà el HMS Naiad. Els pilots intentaven matar als seus soldats a l'aigua. L'esquadró de King, encara sota un atac aeri constant i amb poca munició antiaèria es retirà cap a Milos, trobant-se el Sagittario a les 10:00. King prengué la difícil decisió de no atacar, donada l'escassetat de munició. Amb tot, tingué èxit en forçar als alemanys en evitar el seu desembarcament. Durant la recerca la Força C tingué greus pèrdues, resultant tocat el creuer HMS Carlisle.
La Força C es trobà amb la Força A del Contraalmirall Rawling al canal de Kithera, on els atacs aeris causaren danys en ambdues forces. Una bomba tocà el Warspite i el destructor Greyhound va resultar enfonsat. King envia al Kandahar i al Kingston per rescatar als supervivents, mentre que els creuers Gloucester i Fiji oferien defensa antiaèria, oblidant la seva manca de munició. El Gloucester va ser tocat per diverses bombes, mentre que la flota es retirava i hagué de ser abandonat degut als intensos atacs aeris. 722 oficials i mariners van perdre la vida.
Els atacs aeris sobre les Forces A i C continuaren. El cuirassat (amb el Tinent Príncep Felip de Grècia a bord) va ser tocat dues vegades, i després una altra va tocar el Fiji. Un Junkers 88, pilotat pel Tinent Gerhard Brenner llançà 3 bombes sobre el Fiji, enfonsant-lo. 500 supervivents van ser rescatats pel Kandahar i pel Kingston l'endemà al matí. La Royal Navy va perdre 2 creuers i un destructor durant l'operació, però aconseguí que la flota d'invasió retrocedís.

## 23-27 de maig
Lluitant contra tropes alemanyes de refresc que arribaven contínuament, les tropes aliades començaren una sèrie de retirades dirigint-se cap al sud de Creta.

### 23 de maig: l'enfonsament delKellyi delKashmir
La 5a Flotilla de Destructors (Kelly, Kipling, Kelvin, Jackal i Kashmir), sota el Capità Lord Lluís Mountbatten rebé ordres d'abandonar Malta el 21 de maig i unir-se a la flota de Creta. Van arribar a la zona després que el Gloucester i el Fiji haguessin estat enfonsats. Primer van ser enviats a rescatar supervivents, però van passar a atacar alguns kaikis davant de la costa de Creta i després van bombardejar als alemanys a Màleme. El Kelvin i el Jackal van ser dirigits a una nova recerca, mentre que Mountbatten, amb el Kelly, el Kashmir i el Kipling es dirigien cap a Alexandria.
Mentre que els 3 vaixells passaven pel costat oest de l'illa van ser durament atacats per 24 Stukas. El Kashmir va ser tocat i enfonsat en només 2 minuts, i el Kelly va resultar tocat poc després, donant la volta. El Kipling va sobreviure a 83 bombes, mentre que recollia a 279 supervivents. La pel·lícula "A on servim" de Noël Coward està basada en aquesta acció.

### 24-27 de maig
Després dels atacs aeris sobre les posicions aliades a Kastelli el 24 de maig, el 95è Batalló d'Enginyers avançà a la ciutat. Aquests atacs aeris permeteren fugir als paracaigudistes alemanys capturats el 20 de maig: els recent alliberats paracaigudistes van matar i capturar diversos oficials neozelandesos assignats a dirigir al 1r Regiment grec. Malgrat aquest impediment, els grecs van oferir una resistència determinada, però amb només 600 fusells i alguns centenars de cintes de metralladora disponible per a una força de 1.000 homes poc entrenats, van ser incapaços d'aturar l'avanç alemany. La lluita de les restes del 1r Regiment Grec a la zona de Kastelli s'estengué fins al 26 de maig, impedint que els alemanys asseguressin el port per desembarcar reforços. Finalment van assegurar el port de Kastelli el dia 26, desembarcant alguns tancs lleugers.

### Batalla del "Carrer 42"
En una ferotge càrrega a la baioneta el matí del 27 de maig, el 28è Batalló (Mäorí), del 2/7è Batalló d'Infanteria australiana i el 2/8è Batalló d'Infanteria australiana van netejar una secció de la carretera entre Suda i Khanià, que estava amenaçada pel 141è Regiment de Muntanya alemany.

## Retirada, 28 a 31 de maig

### Decisió a Londres
El Comandament a Londres decidí que la causa era sense esperança, i ordenà una retirada des de Sfakià. Durant les següents 4 nits, uns 16.000 soldats van ser portats a Egipte en vaixell, incloent-hi el HMS Ajax (famós per la seva participació en la batalla del Riu de la Plata). Alguns homes més van ser evacuats en una missió separada des d'Iràklio, però van ser atacats en ruta pels bombarders en picat de la Luftwaffe, patint greus pèrdues.

### L'evacuació cap a Egipte, 28 a 31 de maig

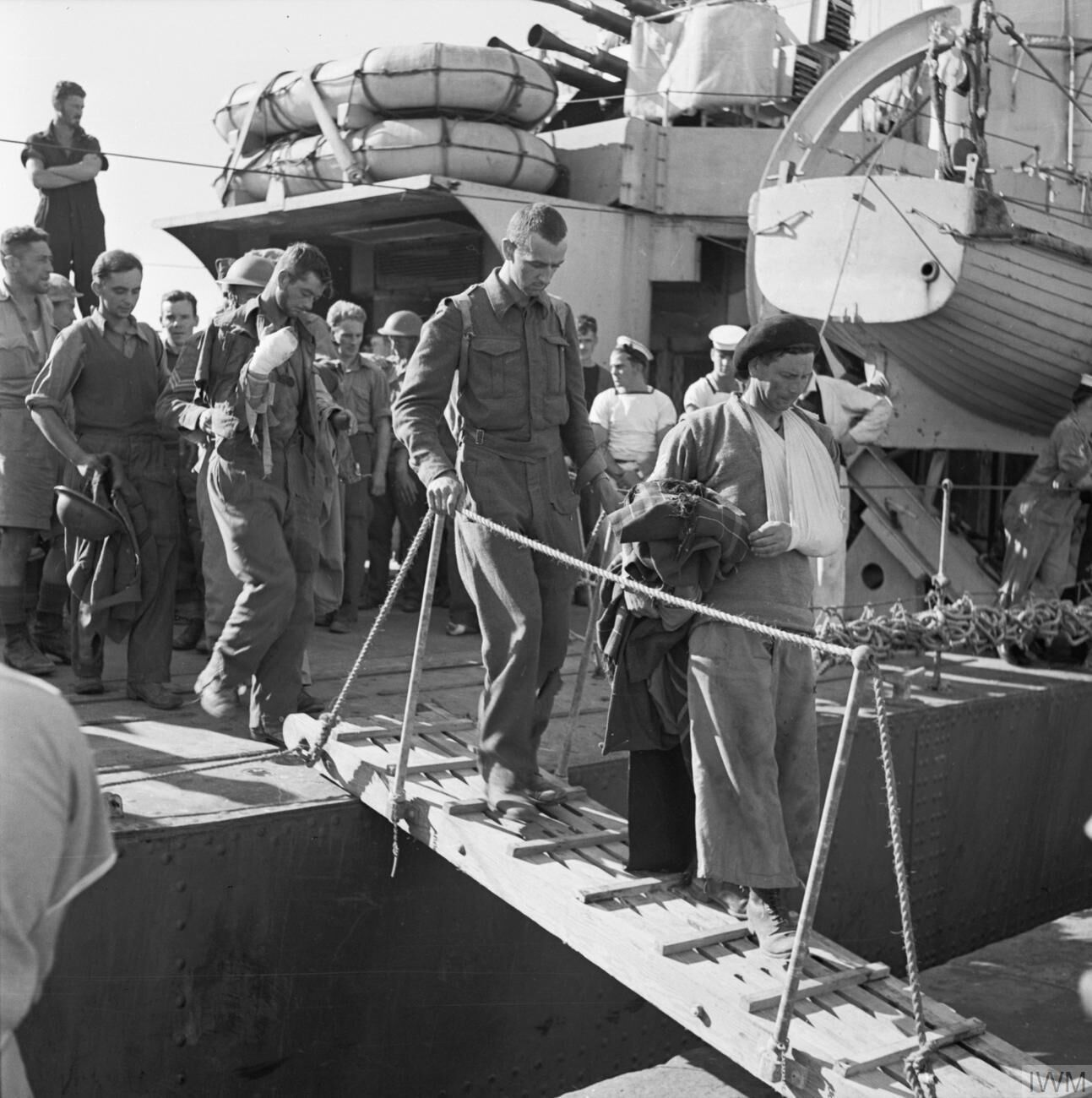
Ferits britànics evacuats a Alexandria

El 27 de maig, el Major General Bernard Freyberg ordenà la retirada al seu exèrcit cap a la costa sud, perquè fos evacuada. Més de 9.000 Anzacs es quedaren per defendre el territori que els restava, lluitant fins que es van veure envoltats. Tots ells van resultar morts, ferits o capturats. Les ciutats d'Iràklio i Réthimno van ser capturades pels alemanys durant els dies següents. Una petita força italiana ajudà a la captura de Réthimno. Per l'1 de juny, l'illa de Creta estava totalment conquerida.

### Defensa del 8è Regiment grec
La defensa del 8è Regiment Grec al voltant del poble d'Alikianos es va realitzar per tal de protegir la línia de retirada dels aliats. Alikianos, situada al Prison Valley era estratègicament important i un dels primers objectius que els alemanys van atacar durant el primer dia de la batalla. El 8è Grec estava compost per joves reclutes cretencs, policies i cadets. Estaven pobrament armats i, de fet, només tenien els efectius d'un batalló, no pas d'un regiment. Adjunt a la 10a Brigada d'Infanteria neozelandesa, a les ordres del Tinent Coronel Howard Kippenberger, els oficials aliats no n'esperaven gaire. Els grecs, això no obstant, demostraren que aquell pessimisme era incorrecte. El primer dia van rebutjar de manera decisiva el batalló d'enginyers alemany. Durant els següents dies van rebutjar atacs dels Regiments de Muntanya 85è i 100è. Van aconseguir mantenir Alikianos durant diversos dies, protegint la retirada britànica, i es considera que va ser gràcies a ells que l'evacuació de Creta va ser un fet.

### ElsANZACcauen
Els alemanys van empènyer als soldats britànics, grecs i de la Commonwealth cap al sud, emprant bombardeigs aeris i d'artilleria, seguits d'atacs d'onades de tropes mecanitzades i de muntanya (el terreny muntanyós era difícil per l'ús dels tancs). Les guarnicions de la badia de Suda i Beritania van caure gradualment per la carretera de Vitsilokoumos, just al nord de Sfakià. A mig camí, a la vila d'Askifu hi havia una depressió, que era l'únic punt que podria acollir un desembarcament aeri a gran escala. Les tropes van ser situades al voltant del perímetre per evitar que es produís un desembarcament alemany per evitar la retirada. Al poble de Stilos, la 5a Brigada neozelandesa i el 2/7è Batalló Australià van rebutjar un batalló alemany de muntanya que havia començat una maniobra de flanqueig, però van veure's obligats a retirar-se per manca de suport artiller i aeri, malgrat ser superiors en homes. Afortunadament pels ANZAC, els atacs aeris alemanys estaven concentrats a Réthimno i a Iràklio, i van poder retirar-se per la carretera en seguretat a plena llum del dia.

### Els Maorís s'hi tornen
La retirada general de la brigada va ser coberta per dues companyies del 28è Batalló (Maorí), a les ordres del capità Rangi Royal (els homes de Royal ja s'havien distingit al carrer 42). Van fer retirar-se el 1r Batalló del 141è Regiment Gebirgsjäger i van aturar l'avanç alemany. Quan la major part de la unitat ja estava segura a la rereguarda, els Maori van haver de recular lluitant durant 28 milles, amb només 2 morts i 8 ferits (sent tots 8 conduïts a rereguarda).

### El destacament perdut
La Layforce havia estat enviada a Creta quan encara es tenia l'esperança d'un desembarcament de reforços a gran escala procedents d'Egipte que podria variar el sentit de la batalla. La força, de mida d'un batalló, va ser enviada, amb un destacament de 200 homes sota el comandant de la unitat, Robert Laycock, estacionats a Suda per cobrir la retirada d'unitats més pesants. Els homes de Laycock, amb el reforç de 3 tancs britànics, es van unir als homes de la 20a Bateria Antiaèria pesant, que havia estat enviada per protegir els molls de Suda, refusà creure que s'havia ordenat una evacuació general. Després d'un dia de lluita ferotge, Laycock decidí retirar-se durant la nit a Beritiana. Allà es va unir amb el Capità Royal i els Maoris, que van prendre posicions defensives separades i van retirar-se combatint. Laycock i la seva força, això no obstant, van veure's superats per les forces alemanyes, superiors en nombre, prop del poble de Babali Khani. Hostigats des de l'aire pels bombarders en picat, el Destacament Layforce va ser incapaç de marxar. Laycock i el seu Major de Brigada, el novel·lista Evelyn Waugh van aconseguir fugir enmig de les línies alemanyes amb un tanc. La major part del destacament i els seus camarades del 20è van resultar morts o presoners.

### Tradició
Durant l'evacuació, l'Almirall Cunningham estava determinat que la marina no deixés l'exèrcit enrere. Quan els oficials de l'armada van expressar els seus temors que es podrien perdre molts vaixells, Cunningham els respongué la ja famosa sentència de què "Costa tres anys construir un vaixell, i costa tres segles construir una tradició".
El Major Alistair Hamilton, un comandant de companyia a la Black Watch havia afirmat que "la Black Watch abandonaria Creta quan la neu abandonés el mont Ida". El mateix Hamilton no va abandonar mai l'illa: va resultar mort per foc de morter, però s'ordenà als seus homes que es retiressin. El consens general entre els homes era que s'estava abandonant els seus aliats grecs, i mentre que l'equipament pesant es destruïa per tal que no caigués en mans alemanyes, els homes donaven la seva munició als cretencs que es quedaven per resistir als alemanys.

### Rendició
Mentrestant, el coronel Campbell, comandant d'Iràklio, va veure's forçat a rendir el seu contingent. Réthimno també va caure, i la nit del 30, les tropes motoritzades alemanyes van enllaçar amb les italianes que havien desembarcat aquell dia al Golf de Mirabello. El comandant italià al Dodecanès havia demanat voluntaris entre els seus homes ja el 21, però la sol·licitud va haver de passar pels canals alemanys fins a Hermann Göring, qui finalment ho autoritzà quan era clar que l'esforç alemany no progressava tan ràpidament com s'havia previst.
L'1 de juny, els darrers 5.000 defensors de Sfakià es van rendir, si bé molts d'ells van marxar cap als turons i van causar problemes durant molt de temps als ocupants alemanys. El 1941, s'estimà que quedaven uns 500 membres del contingent de la Commonwealth a l'illa, a part dels grecs, per als quals era més senzill amagar-se entre la població.

## Final

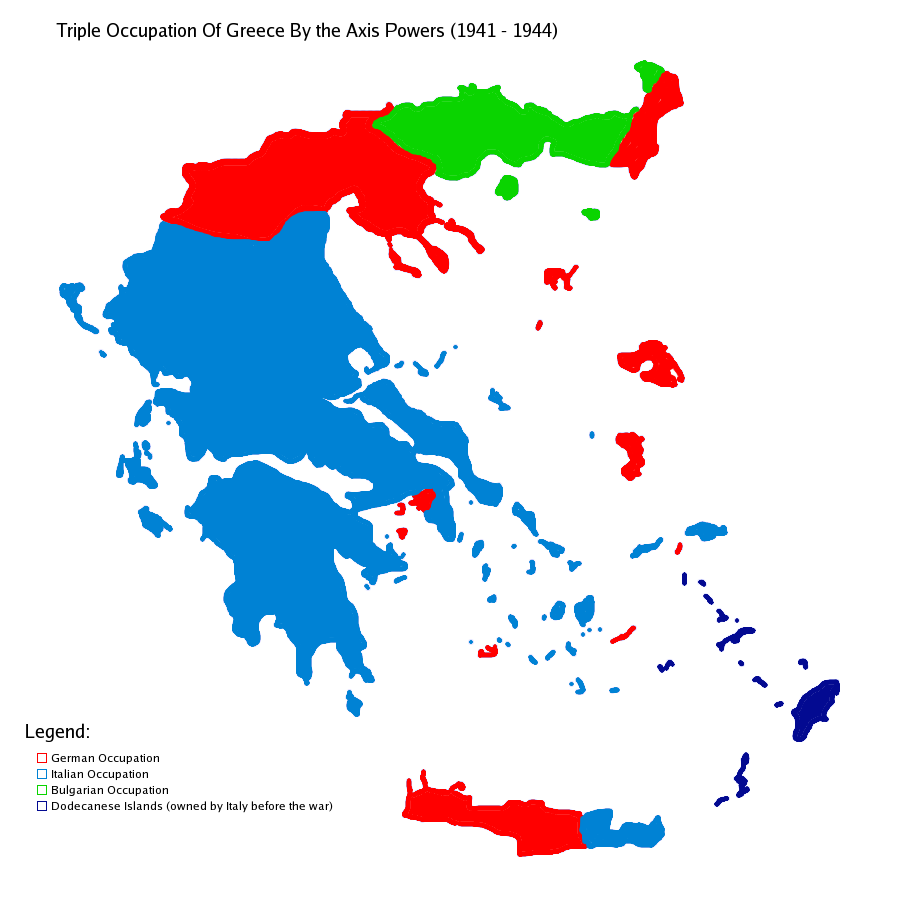
Mapa de la Grècia ocupada mostrant les zones d'ocupació alemanyes (vermell), italianes (blau) i búlgares (verd).

Els comandants aliats estaven preocupats perquè els alemanys fessin servir Creta com a trampolí per a futures operacions a la regió, com un atac paracaigudista sobre Xipre o una invasió amfíbia d'Egipte amb els suport de les forces italo-germàniques operant des de Líbia. Tanmateix, tots aquests temors van esvair-se quan començà l'Operació Barbarroja, i es veié que l'operació alemanya era de natura defensiva.
L'Operació sobre Creta no va tenir efectes sobre l'Operació Barbarroja: les unitats de la Luftwaffe van ser retirades a la meitat de la batalla per tal d'arribar a les seves bases a Romania i Polònia a temps per a la invasió de la Unió Soviètica.
Les pèrdues entre els paracaigudistes alemanys van ser excessivament altes, segons l'opinió de Hitler, per la qual cosa els alemanys van veure's obligats a reconsiderar la seva doctrina paracaigudista, eliminant aquesta arma en l'ús a gran escala a la Unió Soviètica. Donades les pobres comunicacions i les pobres defenses aèries a la Unió Soviètica en aquells moments, això podria considerar-se un error, perquè possiblement les operacions paracaigudistes haguessin resultat molt efectives. Per honorar tots els que havien participat en la conquesta de l'illa, es creà la Cinta de màniga de Creta.
Irònicament, l'ús dels paracaigudistes a gran escala va impressionar als aliats. Les baixes alemanyes van ser assumides pels estrategs aliats, que van mirar de crear les seves pròpies divisions paracaigudistes després de la batalla.
La pèrdua de Creta, particularment com a resultat del fracàs de les forces britàniques de terra per reconèixer la importància estratègica dels aeroports, va servir d'avís al Govern britànic. Com a conseqüència directa, la RAF es va haver de responsabilitzar de la defensa de les seves pròpies bases, tant dels atacs aeris com terrestres. L'1 de febrer de 1942 es va crear el Regiment RAF amb aquesta finalitat.

## Baixes

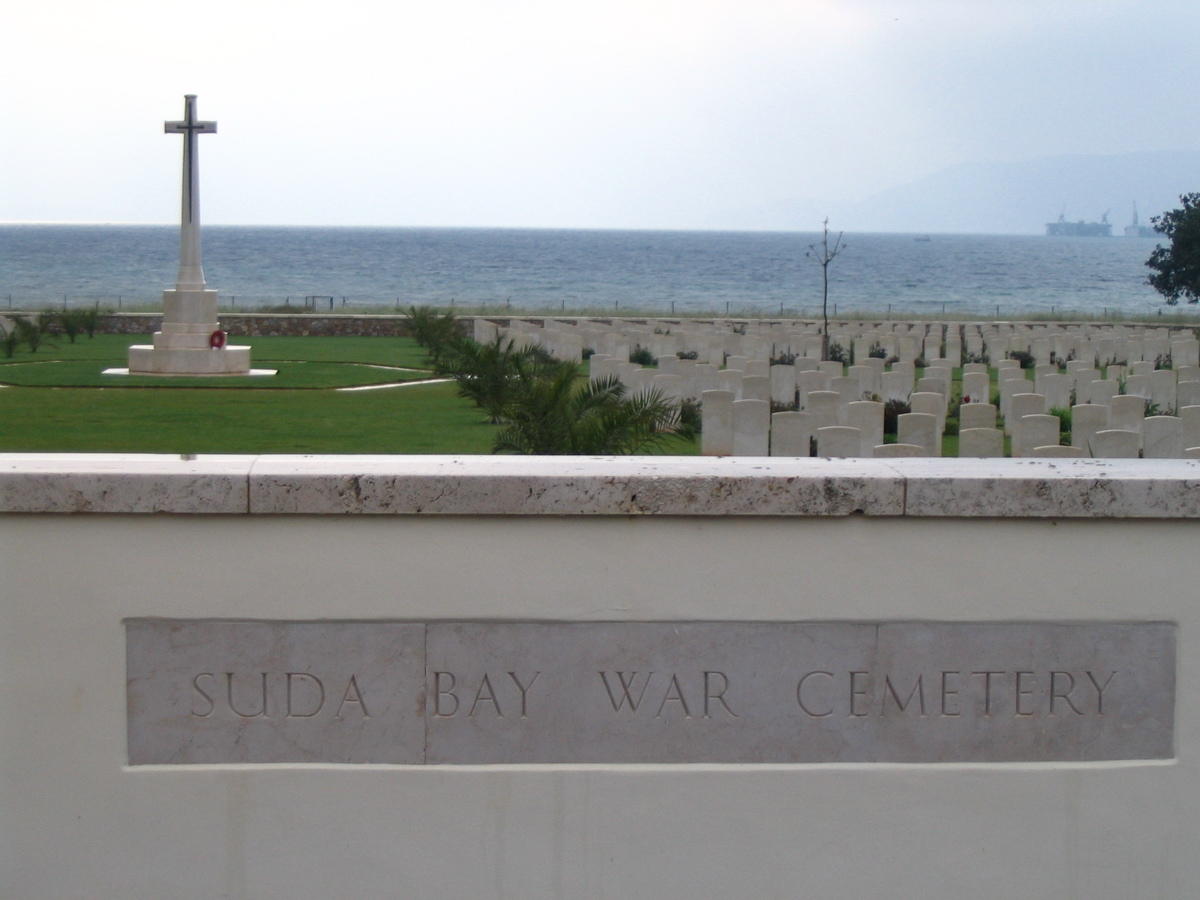
Cementiri a la badia de Suda

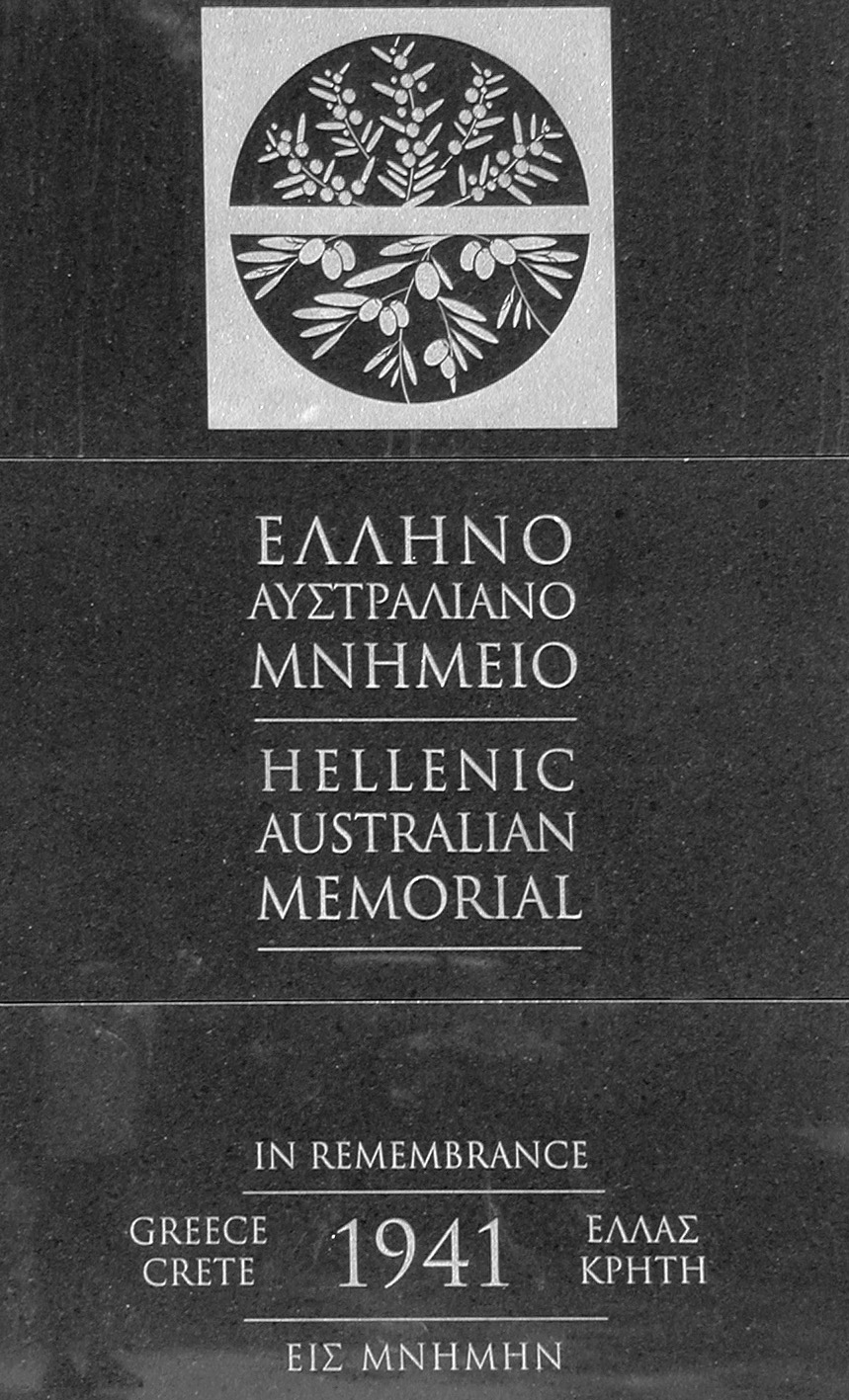
Memorial pels soldats grecs i australians al centre de Réthimno

Les xifres de baixes alemanyes varien donades les variacions entre diferents documents produïts pels comandants alemanys en diverses dates. S'han estimat que van caure uns 6.698 alemanys durant la batalla. Aquesta xifra no inclou els ferits soferts pel 8 Fliegerkorps, així com centenars de ferits lleus. Els informes britànics sobre les baixes alemanyes són en molts casos exagerats, perquè molts es van publicar per propaganda (Churchill va afirmar que els alemanys havien sofert unes 15.000 baixes, mentre que l'almirall Cunningham elevava la xifra fins a 22.000. Buckley, basant-se en l'assumpció de la intel·ligència britànica de què havien dos enemics ferits per cadascun de mort, estimà la xifra en 16.800 baixes. El Centre d'Història Militar Americà accepta una estimació d'entre 6.000 i 7.000 baixes. La Comissió de Tombes Australiana comptà unes 5.000 tombes alemanyes entre Màleme, la badia de Suda, Réthimno i Iràklio, però aquí també s'inclourien els morts alemanys durant l'ocupació (malaltia, accidents o lluita antipartisana). Entre les baixes alemanyes trobem el Major General Wilhelm Süssman, comandant de la 7a Divisió Flieger i el també Major General Eugen Meindl. Els únics presoners alemanys van ser 17 oficials que van ser evacuats a Egipte. Entre les baixes alemanyes destacades també hi ha els Germans von Blücher, que van morir en la batalla.
Els Aliats van perdre uns 3.500 soldats: 1.751 morts i la mateixa xifra de ferits, i un enorme nombre de presoners (12.254 soldats de la Commonwealth i 5.255 grecs). A més, la Royal Navy tingué 1.828 morts i 183 ferits. A més, van morir un gran nombre de civils, tant pel foc creuat com lluitant com a partisans. Molts cretencs van ser executats en represàlies, tant durant la batalla com durant l'ocupació. S'estima que els cretencs afusellats pels alemanys van ser 3.474, a més d'uns 1.000 civils més morts en massacres.
Els atacs de la Luftwaffe destruí un bon nombre de naus aliades: 3 creuers (el Gloucester, el Fiji i el Calcutta) i 6 destructors (Kelly, Greyhound, Kashmir, Hereward, Imperial i Juno). 7 vaixells més van resultar danyats, incloent-hi als cuirassats Warspite i Valiant i al creuer Orion.
| Baixes militars a Creta | Morts | Desapareguts (presumiblement morts) | Total | Ferits | Capturats | Total  |
| ----------------------- | ----- | ----------------------------------- | ----- | ------ | --------- | ------ |
| Commonwealth britànica  | 3.579 |                                     |       | 1.900  | 12.254    | 17.733 |
| Alemanya                | 2.124 | 1.917                               | 4.041 | 2.640  | 17        | 6.698  |
| Grècia                  |       |                                     |       |        | 5.225     |        |
| Itàlia                  |       |                                     |       |        |           |        |

### Participants notables
Roald Dahl • Bernard Freyberg • Max Schmeling • Theodore Stephanides • Evelyn Waugh• Lawrence Durrell